# Monographie d'entreprise
Une monographie d'entreprise est une étude de la stratégie d'une entreprise. Elle permet de préciser les objectifs stratégiques d'une entreprise, d'analyser les moyens dont elle dispose pour parvenir à ses objectifs et enfin d'étudier les résultats de sa fiche pédagogique.